# Tell Umm el-Marra
Tell Umm el-Marra est un site archéologique de Syrie occidentale, localisé dans la plaine de Jabbul entre Alep et la vallée de l'Euphrate. S'étendant sur environ 25 hectares, il était situé sur une route importante, il a connu ses périodes d'occupation principales à l'âge du bronze ancien, durant le IIIe millénaire av. J.-C., et durant l'âge du bronze récent, la seconde moitié du IIe millénaire av. J.-C., mais des traces d'occupation de l'époque romaine ont également été identifiées. Il a été fouillé par une équipe d'archéologues américains de l'Université Johns-Hopkins de Baltimore à partir de 1994. Ce site pourrait correspondre à l'ancienne cité de Tuba connue par des textes de l'âge du bronze, mais cela reste à confirmer.
La première phase d'occupation importante d'Umm el-Marra s'étend d'environ 2700 à 2000 av. J.-C. Des habitations de cette période ont été mises au jour, et surtout une tombe relevant du groupe des élites, datée des environs de 2300 av. J.-C. Il s'agit d'un mausolée comprenant huit corps, sans doute inhumés à l'origine dans des cercueils en bois, et enveloppés de tissus. Trois niveaux d'inhumations ont été identifiés, indiquant peut-être une continuité familiale et un culte des ancêtres. Le plus remarquable étant celui qui se trouve le plus haut, comprenant deux individus, dont au moins une jeune femme, avec à leurs pieds des bébés. Ces corps étaient inhumés avec des objets riches en or, argent, lapis-lazuli. Les deux autres niveaux d'inhumation sont moins riches.
Umm el-Marra connaît un abandon partiel vers 2000 av. J.-C., peut-être en raison d'un assèchement du climat de la région, avant d'être réoccupé durant la phase de l'âge du bronze moyen (au moins à partir de 1800 av. J.-C.), comme en témoignent plusieurs résidences de cette période ainsi que la reconstruction de la muraille du site. La dernière phase d'occupation notable du site est celle de l'âge du bronze récent (1600-1200 av. J.-C.), durant les dominations successives du Mittani et des Hittites en Syrie. De cette période ont été dégagées quelques résidences, avec des objets de luxe, notamment des vases en céramique glaçurée.